# ミハイル・ペトロヴィチ・ベストゥージェフ＝リューミン

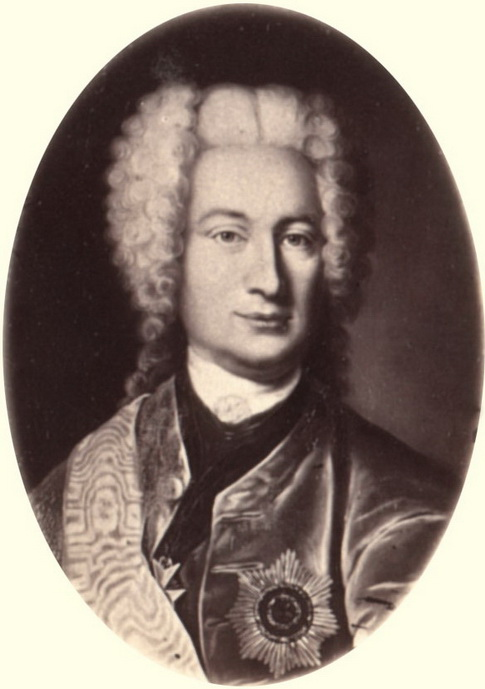
ミハイル・ペトロヴィチ・ベストゥージェフ＝リューミン伯爵

ミハイル・ペトロヴィチ・ベストゥージェフ＝リューミン伯爵（ロシア語: Михаи́л Петро́вич Бесту́жев-Рю́мин, ラテン文字転写: Mikhail Petrovich Bestuzhev-Ryumin、1688年9月17日 - 1760年3月8日（グレゴリオ暦） パリ）は、ロシア帝国の外交官。ピョートル・ベストゥージェフ＝リューミンの息子、アレクセイ・ベストゥージェフ＝リューミンの兄。

## 生涯
弟のアレクセイとともにベルリンで教育を受けた後、1705年にロシア代表としてコペンハーゲンに派遣された。1720年、ロンドン駐在に転じたが、グレートブリテン王国がロシア皇帝ピョートル1世をバルト海における敵としてみている時期だったこともあり、ベストゥージェフ＝リューミンがイギリス・スウェーデン同盟に抗議したときは全く聞き入れられなかった。1721年にニスタット条約で大北方戦争が終結すると、ベストゥージェフ＝リューミンはストックホルム駐在大使に転任した。1724年にロシア・スウェーデンの防衛同盟を12年間の期限付きで締結した後、1726年にワルシャワに、1730年にベルリンに転じたが、1732年にストックホルムに戻った。
1739年6月28日、スウェーデンの外交官シンクレアがコンスタンティノープルから帰国する途中にシュレージエンで殺害される事件がおきた。この事件にベストゥージェフ＝リューミンがどれだけ関わったのは定かではなかったが、彼がシンクレアの目的がロシアと敵対的であるとの情報とシンクレアの肖像画を本国に送ったことは確実である。一方スウェーデンはベストゥージェフ＝リューミンが主犯と決めつけ、1741年のハット党戦争を引き起こすこととなった。ベストゥージェフ＝リューミンはハンブルク、続いてハノーファーに転任、そこで英露同盟の締結に尽力した。
1743年に帰国すると、元帥に叙され、アンナ・ガヴリーロヴナ・ゴロフキナと結婚した。しかし、アンナは数か月後にロシア駐在フランス大使ラ・シェタルディ侯爵の陰謀に巻き込まれ、むち打ちの後舌を抜かれ、シベリアに追放された。ベストゥージェフ＝リューミンは妻とともにシベリアに行かず、出国して外交官としての経歴を再開した。1760年3月8日、パリで死去した。